# Karl-Heinz Böckstiegel
Karl-Heinz Böckstiegel (* 2. August 1936 in Engers) ist ein deutscher emeritierter Rechtswissenschaftler. Seine Kerngebiete sind das internationale Wirtschaftsrecht, die internationale Streiterledigung sowie das Luft- und Weltraumrecht.

## Leben
Böckstiegel studierte in Heidelberg, Hamburg, Bonn, Köln, Boston, Genf, Den Haag und Paris. Er promovierte 1962 mit einer Arbeit über Die allgemeinen Grundsätze des Völkerrechts über Eigentumsentziehung : Eine Untersuchung zu Artikel 1 des Zusatzprotokolls zur Europäischen Menschenrechtskonvention. Nach Abschluss des Jurastudiums war Böckstiegel als Sozius in einer wirtschaftsberatenden Anwaltskanzlei in Düsseldorf tätig. 1971 habilitierte er sich an der Universität Köln mit dem Thema Der Staat als Vertragspartner ausländischer Privatunternehmen bei Ignaz Seidl-Hohenveldern. Im Anschluss wurde Böckstiegel als beamteter Wissenschaftlicher Rat und Professor Mitarbeiter am Institut für Internationales und Ausländisches Öffentliches Recht der Universität zu Köln.
Zwischen 1975 und 2001 leitete Böckstiegel als Nachfolger von Institutsgründer Alex Meyer das Kölner Institut für Luft- und Weltraumrecht, das führende Institut im deutschen Sprachgebiet. Er war gleichzeitig Inhaber des Lehrstuhls für Völkerrecht, Europarecht, Europäisches- und Internationales Wirtschaftsrecht. Böckstiegel hat sich auch durch nationale und internationale Schiedsverfahren verdient gemacht. So war er von 1984 bis 1988 Präsident des Iran-United States Claims Tribunal in Den Haag. Seit 2001 befindet sich Böckstiegel im Ruhestand.

## Mitgliedschaften
Böckstiegel ist Mitglied im Fachausschuss der International Telecommunications Satellite Organization (ITSO) und  Ehrendirektor des International Institute of Space Law.
- 1977–2001 Vorsitzender beider deutscher Fachausschüsse für Luft- und Weltraumrecht.
- 1979–2001 Vorsitzender der Arbeitsgruppe für Luftrecht der Internationalen Handelskammer.
- 1985–2001 Vorsitzender des Komitees für Weltraumrecht der International Law Association (ILA).
- 1990–1994 Vorsitzender des Beirats der Deutschen Agentur für Raumfahrtangelegenheiten (DARA).
- 1995–1999 Vorsitzender im juristischen Fachausschuss von Intelsat.
- 1996–2012 Vorsitzender der Deutschen Institution für Schiedsgerichtsbarkeit (DIS), 2012 wurde er zum Ehrenvorsitzenden der DIS ernannt.

## Ehrungen
2011 startete die Deutsche Institution für Schiedsgerichtsbarkeit (DIS) eine alle zwei Jahre zu veranstaltende Karl-Heinz Böckstiegel Lecture.

## Werke (Auswahl)

### Einzelveröffentlichungen
- mit Werner Veith: Der Schutz von ausländischem Vermögen im Völkerrecht. Studien zum europäischen Wirtschaftsrecht. Heft 4. Lutzeyer, Baden-Baden 1962.
- Die allgemeinen Grundsätze des Völkerrechts über Eigentumsentziehung. Neue Kölner rechtswissenschaftliche Abhandlungen. Heft 27. De Gruyter, Berlin 1963.
- Der Staat als Vertragspartner ausländischer Privatunternehmen. Völkerrecht und internationales Wirtschaftsrecht Band 1. Athenäum, Frankfurt/Main 1971.
- Der Durchgriff auf den Staat. Thesen zur funktionellen Identifizierung staatlichen Handelns. Athenäum, Frankfurt/Main 1972.
- mit Ottoarndt Glossner: Internationale Schiedsgerichtsbarkeit im Ost-West-Handel. Nomos, Baden-Baden 1975.
- Vertragsgestaltung und Streiterledigung in der Bauindustrie und im Anlagenbau. Heymanns, Köln o. D.

### Herausgeberschaften
Von 1975 bis 2001 war Böckstiegel Herausgeber der Schriftenreihe Internationales Wirtschaftsrecht, der Zeitschrift für Luft- und Weltraumrecht, der Reihe Schriften zum Luft- und Weltraumrecht sowie Mitherausgeber der Schriftenreihe der Deutschen Institution für Schiedsgerichtsbarkeit.